# Traction power network

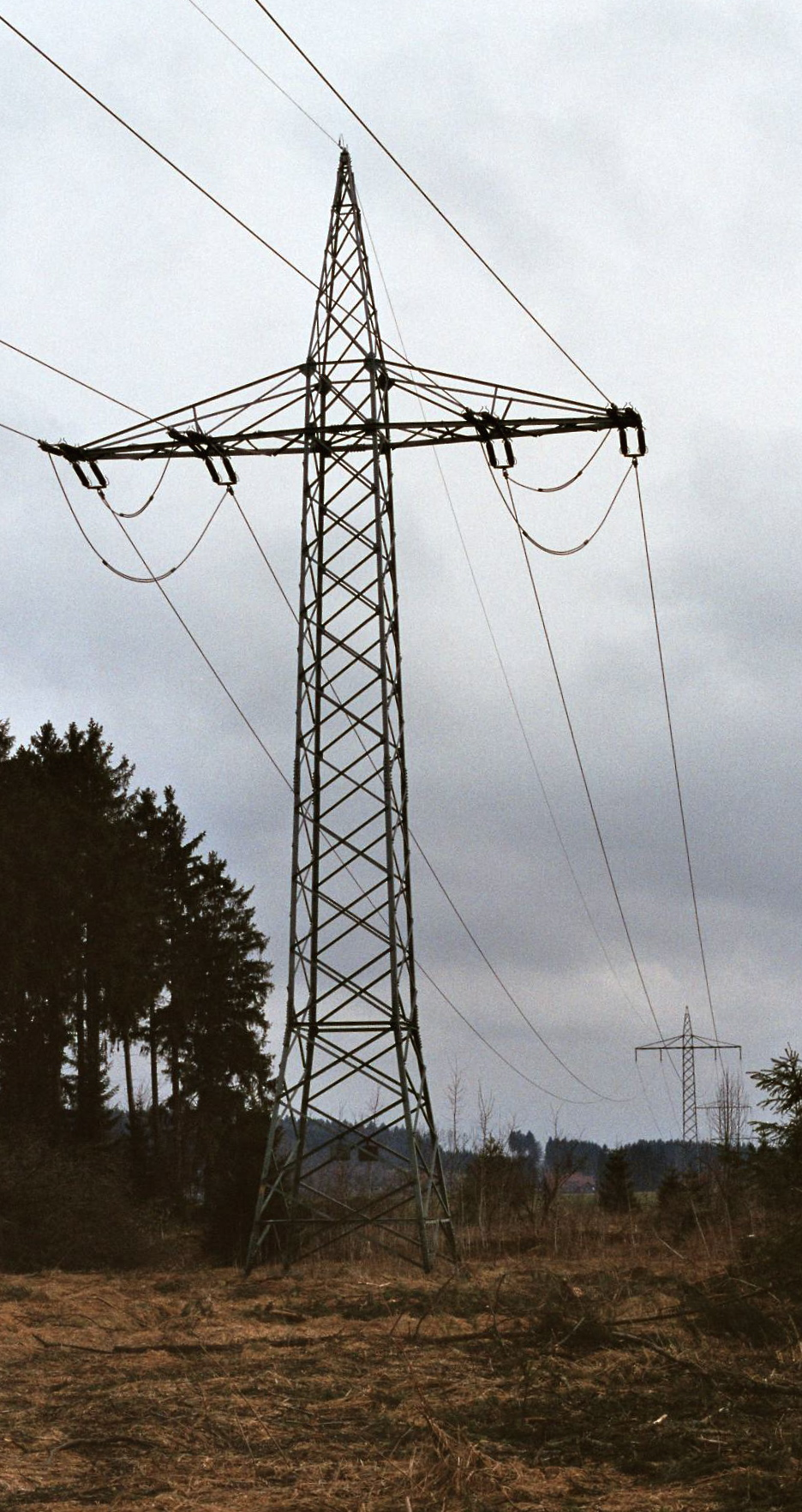
Incorporació al piló de la línia elèctrica per a la tracció de CA monofàsic (110 kV, 16,7 Hz) prop de Bartholomä, Alemanya.

Traction network o traction power network (cat.: xarxa de corrent de tracció) és una xarxa per al subministrament d'energia elèctrica a xarxes ferroviàries electrificades. La instal·lació d'una xarxa de tracció generalment només es realitza si el ferrocarril usa corrent altern (CA) amb una freqüència menor que la de la xarxa nacional, com a Alemanya, Àustria i Suïssa.
Alternativament, el corrent altern de tres fases de la xarxa elèctrica es pot convertir en substacions per transformadors rotatius o inversors estàtics a la tensió i el tipus de corrent requerit pels trens. Per als ferrocarrils, que funciona en corrent continu (CC), aquest mètode s'utilitza sempre, així com per als ferrocarrils que funcionen en una sola fase de CA de freqüència reduïda, com a Mecklenburg-Pomerània Occidental, Saxònia-Anhalt, Noruega i Suècia. En aquestes zones no hi ha xarxes de corrent de tracció.